# Germano Sassaroli
Germano Sassaroli (Filottrano, 4 dicembre 1814 – 1887) è stato un patriota, educatore e poeta italiano.
È conosciuto per le sue poesie in dialetto marchigiano e filottranese; dedicò gran parte della sua vita all'insegnamento dei fanciulli nelle scuole. Riconoscendo i suoi meriti l'Istituto comprensivo di Filottrano ha intitolato in suo onore la scuola primaria.

## La vita

### Prima dell'annessione delle Marche all'Italia
Nacque a Filottrano il 4 dicembre del 1814 da Basilio e Nazzarena Zenobi in una delle più distinte famiglie filottranesi.
Dopo aver frequentato la scuola elementare intraprese gli studi letterari e filosofici ottenendo ottimi voti.
In seguito entrò nella Segreteria del Comune come "Apprendista". Nel 1839 divenne maestro di calligrafia e numerica ed entrò nell'insegnamento scolastico comunale occupandosi della lingua Italiana e della Storia. Nel 1847 si iscrisse alla guardia civica  ed essendo un sostenitore convinto dell'Indipendenza e dell'Unità Italiana, partecipò alla Prima Guerra d'Indipendenza in Veneto prima come soldato e poi come segretario del tenente colonnello Cesari. A causa della febbre malarica fu costretto a dare le dimissioni con il grado di tenente. 

Ritornò a Filottrano e riprese il suo incarico di maestro, suscitando polemiche perché aveva combattuto contro il Governo del Papa nello Stato Pontificio. Fu così destituito dall'incarico il 15 novembre del 1848 e fino al 1852 continuò a vivere a Filottrano tenendo lezioni private.
| Controllo di autorità | VIAF (EN) 89411987 · ISNI (EN) 0000 0000 6185 6575 · SBN SBLV207032 · BAV 495/251115 |